# Секунд-майор
Секунд-майор (від лат. secundus — другий і лат. major — великий-старший) — військове звання старшого офіцера в російської імператорської армії в 1731–1797 VIII класу в Табелі про ранги (для лейб-гвагвардії класу), що слідував за чином капітана.
У відповідності до статуту 1716 року, усі військові звання російської імператорської армії поділялися на 4 категорії: генералів, штаб-офіцерів, оберофіцерів й унтерофіцерів. Чин майора армії (окрім артилерії і інженерних військ) відносився до штаб-офіцерів (до чинів «полкового штаба» відносилися офіцери від полковника до майора включно) додатково поділявся на два ступені — прем'єр-майор і секунд-майор. Прем'єр-майор був помічником полковника, секунд-майор помічником його заступника підполковника. Завідував в полку стройовою та вартовою службою. Секунд-майор був четвертою посадовою особою в полку. Здійснював безпосереднє командування 2-м батальйоном полку (де шефом був підполковник).
У 1797 у всіх військах розподіл на прем'єр- та секунд-майорів було ліквідоване і знову встановлений один майорський чин. Усі прем'єр- і секунд-майори стали майорами. У 1827 році майори отримали, як знаки розрізнення, дві зірочки на штаб-офіцерські еполети.